# Пазлъка
Пазлъка или Стъргач е връх в планината Стъргач, България. Височината му е 1152 m.

## Описание
Издига се на главното било в северния дял на планината – Пазлъка, на 2 km югозападно от село Илинден (Либяхово). Има куполовидна форма с широко и равно било, част от билна денудационна заравненост и много стръмни склонове, като североизточните са почти отвесни, с височина до 500 m. Върхът е изграден от мрамори. Има разнообразни карстови форми – кари, въртопи и валози по билото – в местността Кутреви ниви, карстови пещери в северозападните склонове – в местността Гарванови скали. Покрит е с хумусно-карбонатни почни (рендзини) по склоновете и излужени, ерозирани канелени горски почви. Върхът е обезлесен, обрасъл с ксеротермна тревна  ихрастова растителност. Само по северните склонове има издънкови гори от келяв габър и дъб.